# 钒
钒，是一種化學元素，化學符號为V，原子序數为23，原子量為50.9415 u。釩是一種堅硬、銀灰色，具韌性、可延展的過渡金屬。在自然界中很少發現元素金屬，但是一旦經人工分離，會形成氧化層（鈍化）防止自由態的金屬氧化，使之更穩定存在。
1801年，安德烈·曼努埃尔·德尔里奥在墨西哥發現了一種釩化合物，他分析了一種新的含鉛礦物，他稱之為「褐色鉛」，並根據其質量推測是一種新元素的存在，他稱之為erythronium（源自希臘語，意義為「紅色」，ἐρυθρόν，eruthrón）因為加熱後大多數鹽變成紅色。四年後，他錯誤地被其他科學家說服该元素与鉻相同。1830年，Nils Gabriel Sefström生成了釩的氯化物，進而證明了一種新的元素，他以斯堪的納維亞的美丽和生育女神Vanadís（Freyja）將這種元素命名為“vanadium”。這個名字歸因於釩化合物中廣泛的顏色。Del Rio的鉛礦石後來因其釩含量而更名為釩鉛礦。1867年亨利恩菲爾德羅斯科得到了純的釩元素。
釩天然存在於約65種礦物和化石燃料沉積物中。它是由中國和俄羅斯的鋼鐵冶煉渣中所得到。其他國家則直接從磁鐵礦、重油煙塵或鈾礦開採的副產品中生產。它主要用於製造特種鋼合金，如高速工具鋼。最重要的工業用途為釩化合物五氧化二釩用作生產硫酸的催化劑。用於儲能的釩氧化還原電池可能是未來的重要應用。 
在少數生物中發現了大量的釩離子，可能是毒素。 氧化物和一些其他釩鹽具有中等毒性。特別是在海洋中，釩被一些生命作為酶的活性中心，例如一些海藻的釩溴過氧化物酶。

## 特性
钒為一中等硬度可延展的銀灰過渡金屬，有些描述形容它很「軟」，應是因為它的延展性。不易腐蚀，在碱、硫酸和盐酸中它相当稳定。在933K（660 ℃）以上的温度中它氧化为五氧化二钒
（V2O5）。钒的结构强度相当高。
在氧化物中钒一般显+5价，但也有+2、+3和+4价的氧化物存在，不过它们比较容易过渡为+5价的氧化物。2价和3价的钒氧化物是碱性的，4价的氧化物是两性的，5价的氧化物是酸性的。

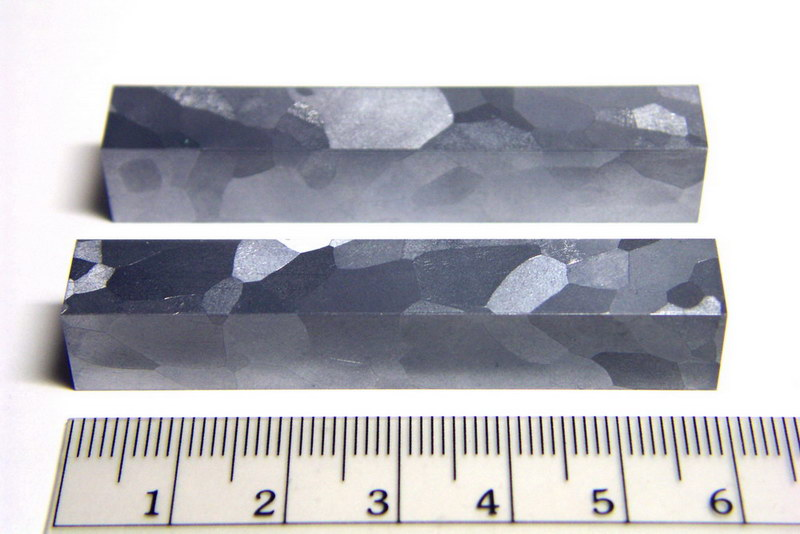
纯度99.95%的钒切片

一个很有趣的试验是用锌来还原无色的钒酸铵（NH4VO3）。在试验的过程中钒相继被还原成蓝色的四价钒、绿色的三价钒、紫蓝色的二价钒，随后低价的钒又会被空气中的氧氧化为金黃色的五价钒。由于钒的价数很容易改变，它也经常被用做催化剂。+1价的钒很少出现。理论上0、-1和-3价的钒也有可能。

## 应用
大约80%的钒和铁一起作为钢裡的合金元素。含钒的钢很硬很坚实，但一般其钒含量少于1%。
- 含钒的合金有：
  - 运用在医疗器械中的特别的不锈钢
  - 运用在工具中的不锈钢
  - 与铝一起作为钛合金物运用在高速飞机的涡轮喷气发动机中
  - 含钒的钢经常被用在轴、齿轮等关键的机械部分中
- 钒吸收裂变中子的截面很小，因此被用在核工业中
- 在炼钢过程中钒被用来促进碳化物的形成
- 在给钢涂钛的时候钒往往被作为中介层
- 钒与镓的合金可以用来制作超导电磁铁，其磁强度可达175,000高斯
- 在制造缩苹果酸酐和硫酸的过程中五氧化二钒被用来做催化剂. 钒基混合氧化物是丙烷，丙烯和丙烯醛生产丙烯酸的有效催化剂[2][3][4][5]。
- 五氧化二钒（V2O5）被用来制做特殊的陶瓷作为催化剂
- 可做藍色顏料，稱為「釩鋯藍」或「土耳其藍」

## 历史
1801年西班牙矿物学家安德烈·曼纽尔·德·里奥在墨西哥城的一个铅矿中首先发现了钒，但他错误地以为他所发现的只不过是一种不纯的铬。1831年瑞典化学家尼尔斯·加布里埃尔·塞夫斯特瑞姆在与铁矿做试验时重新发现了钒，同年弗里德里希·维勒证实了德·里欧的发现。1867年亨利·英弗尔德·罗斯用氢还原二氯化釩首次得到了纯的钒。
塞夫斯特瑞姆给钒按日尔曼神话中美丽女神的名字起了名，因为钒的化合物色彩缤纷。

## 生理
在生物体内钒是一些酶的必要组成部分。一些固氮的微生物使用含钒的酶来固定空气中的氮。
鼠和鸡也需要少量的钒，缺钒会阻碍它们的生长和繁殖。含钒的血红蛋白存在于海鞘类动物中。
一些含钒的物质具有类似胰岛素的效应，也许可以用来治疗糖尿病。

## 同位素
釩共有31種同位素，其中51V穩定。

## 生产
纯的金属钒一般是用钾在高压下将五氧化二钒还原而得到的。大多数钒是其它矿物加工时的副产品。工业上也可以铝，焦炭还原五氧化二钒生产纯钒。

## 化合物
五氧化二釩是釩最重要的化合物，常被用来做催化剂、染料和固色剂。五氧化二钒加熱可放出氧氣，且這個反應是可逆的。五氧化二钒的性質可催化二氧化硫、苯和萘的氧化反應，在工業上用來製造硫酸、鄰苯二甲酐和順丁烯二酐。五氧化二钒是橙色的，具有毒性，不同于大多数金属氧化物，五氧化二钒微溶于水。它是兩性化合物，可以与酸和碱反应。它也是氧化劑。

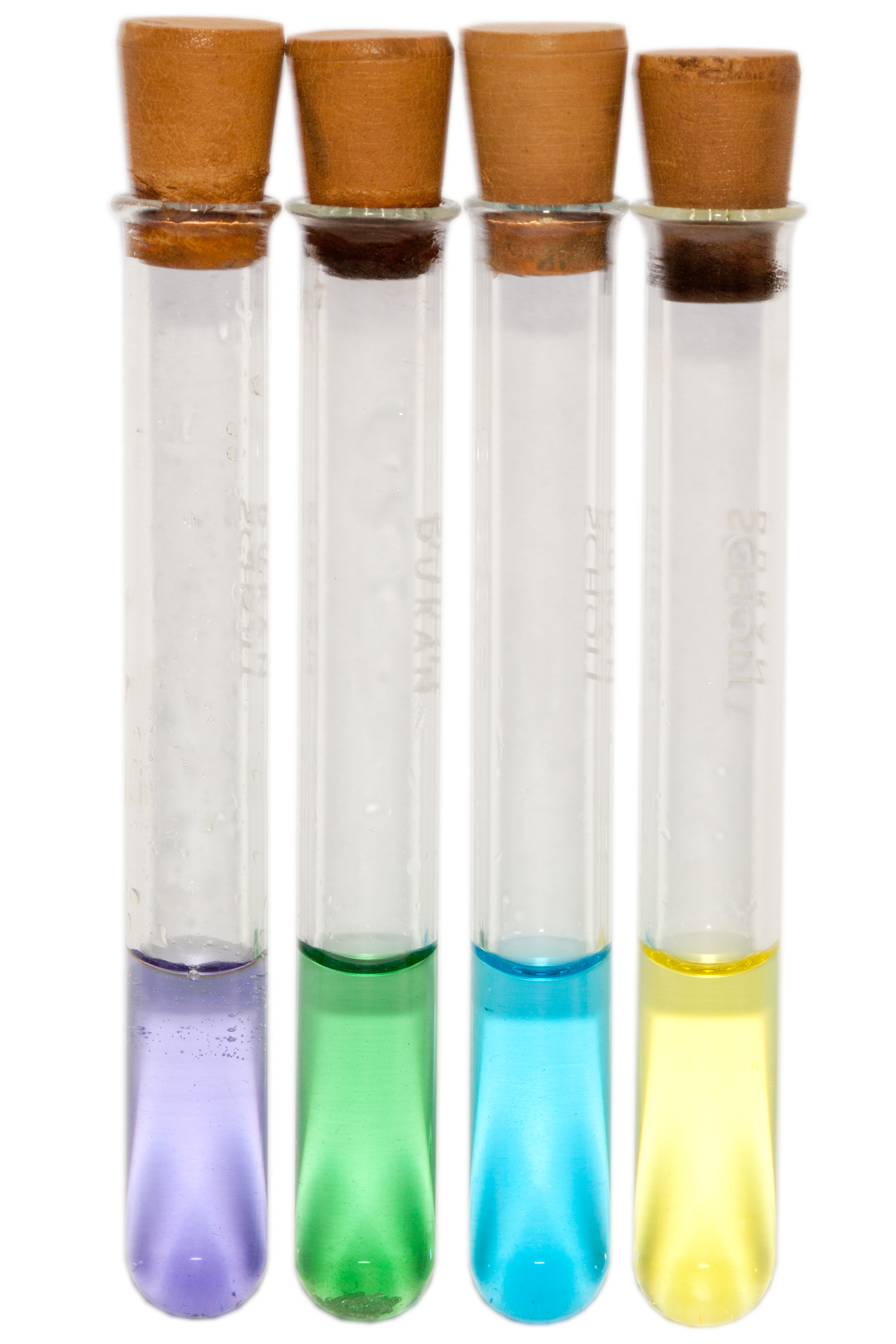
从左到右：[V(H_{2}O)_{6}]^{2+}（紫色），[V(H_{2}O)_{6}]^{3+}（绿色），[VO(H_{2}O)_{6}]^{2+}（蓝色），[VO_{2}(H_{2}O)_{6}]^{+}（黄色）

## 注意
- 钒很易燃。
- 钒的化合物毒性很高。
- 含钒的尘埃被吸入后会导致肺癌。

## 外部連結
- 元素钒在洛斯阿拉莫斯国家实验室的介紹（英文）
- —— 钒（英文）
- 元素钒在The Periodic Table of Videos（諾丁漢大學）的介紹（英文）
- 元素钒在Peter van der Krogt elements site的介紹（英文）
- WebElements.com – 钒（英文）